# 50 Cent: Blood on the Sand
50 Cent: Blood on the Sand est un jeu vidéo de tir à la troisième personne sorti en 2009 sur Xbox 360 et PlayStation 3. Le jeu est développé par Swordfish Studios puis édité par THQ. C'est le second jeu à mettre en scène le rappeur 50 Cent, le premier ayant été 50 Cent: Bulletproof.

## Accueil
- 1UP.com : C[1]
- AllGame : 3/5[2]
- Computer and Video Games : 7/10[3]
- Edge : 7/10[4]
- Eurogamer : 7/10[5]
- Game Informer : 8/10[6]
- Gamekult : 5/10[7]
- GamePro : 3,5/5[8]
- GameSpot : 7/10[9]
- IGN : 7,1/10[10]
- Jeuxvideo.com : 14/20[11]